# In the Lonely Hour
In the Lonely Hour är den brittiska singer-songwritern Sam Smith första studioalbum. Albumet hamnade på förstaplats på Sverigetopplistan och Billboard 200. Vid Grammy Award 2015 prisades albumet i kategorin "Best Pop Vocal Album".

## Låtlista
| Nr           | Titel                | Låtskrivare                              | Längd |
| ------------ | -------------------- | ---------------------------------------- | ----- |
| 1.           | Money on My Mind     | Sam Smith, Ben Ash                       | 3:12  |
| 2.           | Good Thing           | S. Smith, Francis White                  | 3:21  |
| 3.           | Stay with Me         | S. Smith, James Napier, William Phillips | 2:52  |
| 4.           | Leave Your Lovers    | S. Smith, Simon Aldred                   | 3:08  |
| 5.           | I'm Not the Only One | S. Smith, J. Napier                      | 3:59  |
| 6.           | I've Told You Now    | S. Smith, F. White                       | 3:30  |
| 7.           | Like I Can           | S. Smtih, Matt Prime                     | 2:47  |
| 8.           | Life Support         | S. Smith, B. Ash                         | 2:53  |
| 9.           | Not in That Way      | S. Smit, Fraser T Smith                  | 2:52  |
| 10.          | Lay Me Down          | S. Smith, J. Napier, Elvin Smith         | 4:13  |
| Total längd: | Total längd:         | Total längd:                             | 32:47 |

| 11. | Restart                                | S. Smith, Zane Lowe                                     | 3:52 |
| 12. | Latch (Akustisk)                       | S. Smith, Guy Lawrence, Howard Lawrence, J. Napier      | 3:43 |
| 13. | La La La (Naughty Boy feat. Sam Smith) | S. Smith, Shahid Khan, Al-Hakam El-Kaubaisy, F. Napier, | 3:40 |
| 14. | Make It to Me                          | S. Smith, H. Lawrence, F. Napier                        | 2:40 |

| 15. | In The Lonely Hour (Akustisk) | S. Smith, F. Napier                                       | 2:54 |
| 16. | Nirvana (Akustisk)            | S. Smith, F. Napier, Harry Craze, Hugo Chegwin, Anup Paul |      |